# Wiela
Wiela [pronunciación en polaco: /ˈvjɛla/] es una aldea en el distrito administrativo de Gmina Mieścisko, dentro del condado de Wągrowiec, Voivodato de la Gran Polonia, en el centro-oeste de Polonia. Se encuentra a unos 13 kilómetros al sureste de Wągrowiec y 50 kilómetros al noreste de la capital regional Poznań.